# Бертини, Джованни
Джова́нни Берти́ни (итал. Giovanni Bertini; 7 января 1951, Рим — 3 декабря 2019, Рим) — итальянский футболист, играл на позиции защитника.

## Биография

### Игровая карьера
Бертини дебютировал в Серии A за «Рому» 14 декабря 1969 года в матче с «Фиорентиной» (2:2). Он играл в «Роме» в течение пяти неполных сезонов, а также на правах аренды сыграл 7 матчей за «Ареццо». Затем он в течение некоторого времени играл за «Таранто», «Асколи» и «Фиорентину».
В 1976 году перешёл в «Катанию», за которую играл в течение четырёх сезонов, которые пришлись на Серию B и Серию C. В 1980 году перешёл в «Беневенто», за который играл в течение двух сезонов. Поиграв в низших лигах, завершил карьеру в 1986 году в «Потенце» в возрасте 35 лет.

### Болезнь и смерть
Последние годы жизни страдал боковым амиотрофическим склерозом. Скончался 3 декабря 2019 года в Риме в возрасте 68 лет.